# ألكسندر أرافينا
ألكسندر أرافينا (بالإسبانية: Alexander Aravena Guzmán) هو لاعب كرة قدم تشيلي، ولد في 6 سبتمبر 2002.